# Lee Evans (darter)
Lee Evans (Swindon, 18 oktober 1988) is een Engelse darter die uitkomt voor de PDC.

## Carrière
Evans slaagde er in 2015 niet in om een PDC Tour Card te bemachtigen, maar plaatste zich wel voor de UK Open 2015, waar hij Nick Fulwell en Ronny Huybrechts wist te verslaan, waarna hij verloor van Vincent van der Voort in de derde ronde. Evans won de Gosport Open door Richard Kirby met 4–1 te kloppen. In oktober nam hij deel aan de European Darts Grand Prix en versloeg Jyhan Artut en Terry Jenkins om voor de eerste keer de laatste 16 te bereiken in een PDC-event, waarin hij verloor van Ian White.
Evans begon goed aan 2016 door twee keer de laatste 16 te bereiken in de UK Open Qualifiers. Hij wist zich ook te plaatsen voor de UK Open 2016 en versloeg Rowby-John Rodriguez in de tweede ronde, maar verloor in de volgende ronde van Jamie Caven. Hij bereikte de finale van het negende event van de Challenge Tour 2016, waarin hij verloor van Matt Padget.Hij bereikte voor de derde keer dat seizoen de laatste 16 tijdens het tiende event van de Players Championships 2016 met overwinningin op Dave Ladley, Vincent van der Voort en Mervyn King, maar hij werd ten slotte uitgeschakeld door Dave Chisnall.
Tijdens de UK Q-School van 2023 wist hij zijn Tour Card te behalen.

## Resultaten op wereldkampioenschappen

### PDC
- 2024: Laatste 64 (verloren van Luke Humphries met 0-3)